# 佐々木喜英
佐々木 喜英（ささき よしひで、1987年10月4日 - ）は、日本の俳優。東京都出身。ユニット・3Peace☆Loversのメンバー。身長175cm

## 人物・エピソード
- 愛称はヒデ、ヒデ様。
- 特技は書道（六段）・ダンス・殺陣。
- 近年は健康志向でオーガニック野菜と魚メインの食事、発芽玄米が好き。
- 業界に入ったきっかけは友人と一緒に受けた事務所のオーディションに受かったこと。
- ミュージカル テニスの王子様の白石役を受ける前にDream Live 1stを観劇し、2代目河村役と5代目海堂役を受けていた。
- 俳優業と並行してZE:Aのハ・ミンウ、α【:alpha】の二階堂隼人と共に音楽ユニット「3Peace☆Lovers」として活動している。
- 2017年、ゲーム『戦刻ナイトブラッド』で声優初挑戦[3]。
- 2017年10月に舞台本番中に負った怪我により2018年5月末日に膝を手術。休養を経て2019年3月に復帰した。
- 2019年3月、足を固定するための金属の摘出手術とリハビリのため再度休養することを発表した[4]。
- 2011年2月までトヨタオフィスに所属。その後トヨタオフィスのタレント部門を新たに分社化して設立されたセンスアップに所属した。
- 2019年3月31日をもってセンスアップを退社したことを発表した[5]。

## 出演

### テレビドラマ
- 神話戦士ギガゼウス（2011年3月31日 - ） - 羅門颯人 役
- Fallen Angel（2012年1月21日 - 3月24日） - キタハラヒカル 役
- 青空の卵 第9話（2012年9月29日） - 佐藤隆之 役
- ぶっせん（2013年7月16日 - 9月24日） - 貞奉 役

### テレビアニメ
- 炬燵猫（2009年、テレビ神奈川 他） - アレキサンドライト 役
- 戦刻ナイトブラッド（2017年、東京メトロポリタンテレビジョン 他） - 石田三成 役[6]

### ゲーム
- 戦刻ナイトブラッド（2017年、石田三成[3]）

### ドラマCD
- FABULOUS NIGHT（2021年、カール[7]）

### 映画
- ホーンヘッドヒーロー（2004年、自主制作）
- 君へのメロディー （2010年） - 桜木隼 役
- 石の降る丘（2011年） - 石川修治 役
- ギャングスタ（2011年） - サクラザカ 役
- ガクドリ（2011年） - 今井進 役
- 幕末奇譚 SHINSEN5 ～剣豪降臨～ （2012年） - 土御門源春 役
- 幕末奇譚 SHINSEN5弐 ～風雲伊賀越え～ （2013年） - 土御門源春 役
- BRIGHT AUDITION（2014年） - 主演・成宮ケイ 役
- 映画刀剣乱舞-継承-（2019年） - 宗三左文字 役（特別出演）

### ケータイドラマ
- 恋愛約束（2008年、魔法のiらんど） - 江口翼 役

### バラエティ・その他
- Vの流儀（2011年9月）
- BREAK OUT（2012年1月 - ）

### 舞台
- 陽だまりの樹（2003年11月19日～20日、クラーク記念国際高等学校公演 / 六行会ホール）
- OINARI（2004年2月、クラーク記念国際高等学校公演/シアターV赤坂）
- ホテルカリフォルニア（2004年3月、明石スタジオ）
- リボンの騎士～鷲尾高校演劇部奮闘記～（2004年11月、六行会ホール）
- LOST SEVEN（2005年3月、六行会ホール）
- ミュージカル『SILVER』（2005年10月、六行会ホール）
- OINARI（2006年2月、六行会ホール）
- あじどこ本店『THE☆青春』（2006年3月、明石スタジオ） - 演出・振付
- 家を出た（2006年、スペース桐朋）
- 全国高校演劇コンクール・オープニングアクト『夏酔夢（なつゆめ）』（2007年）
- 桐朋学園芸術短期大学 演劇専攻卒業公演 ミュージカル『ゴール』（2008年2月）
- ミュージカル『テニスの王子様』 - 白石蔵ノ介（Bキャスト） 役
  - The Treasure Match 四天宝寺 feat.氷帝（2009年2月6日 - 3月31日、日本青年館 大ホール 他）
  - Dream live 6th（2009年5月、東京体育館 他）
  - The Final Match 立海 First feat. 四天宝寺（2009年7月 - 10月、日本青年館 大ホール 他）
  - The Final Match 立海 Second feat. Rivals（2009年12月 - 2010年3月、日本青年館 大ホール 他）
  - Dream live 7th（2010年5月、横浜アリーナ 他）
- 朗読劇『私の頭の中の消しゴム 』 - 浩介 役
  - 2nd letter（2010年9月10日・11日・16日、天王洲 銀河劇場）
  - 3rd letter（2011年5月3日、天王洲 銀河劇場）
  - NTTドコモpresents プレミアムシアター公演 （2012年3月5日、名鉄ホール）
  - in Osaka（2012年7月15日、梅田芸術劇場シアター・ドラマシティ）
- プライド（2010年12月、シアタークリエ） - 池之端蘭丸 役
- CLUB SEVEN
  - CLUB SEVEN 7th stage!（2011年4月3日 - 17日、シアタークリエ/4月19日、梅田芸術劇場シアター・ドラマシティ/4月22日、愛知県芸術劇場大ホール）
  - CLUB SEVEN 10th stage!（2015年4月2日 - 20日、シアタークリエ/4月23日、福岡市民会館/4月25日 - 26日、梅田芸術劇場シアター・ドラマシティ/4月27日、愛知県芸術劇場大ホール）
- 淋しいのはお前だけじゃない（2011年6月17日 - 26日、赤坂ACTシアター/7月1日 - 3日、御園座/7月5日 - 7日、兵庫県立芸術文化センター 阪急中ホール） - 西方完二 役
- 道化の瞳（2012年4月10日 - 24日、シアタークリエ/4月26日、愛知芸術劇場大ホール/4月28日、金沢劇座/4月30日-5月1日、サンケイホールブリーゼ） - 高橋修司/フラット 役
- タンブリング vol.3（2012年8月8日 - 12日、東京国際フォーラム ホールC/8月17日 - 19日、シアターBRAVA!/9月21日 - 23日、赤坂ACTシアター） - 月岡悠人 役
- サ・ビ・タ ～雨が運んだ愛～ - ドンヒョン役
  - （2012年版）（2012年10月18日 - 28日、青山円形劇場/11月4日、黒崎ひびしんホール）
  - （2014年版）（2014年3月20日 - 4月6日、青山円形劇場/4月11日 - 12日、かめありリリオホール/4月15日 - 16日、サンケイホールブリーゼ）
- 5th Anniversary ONE-HEART MUSICAL FESTIVAL（2012年12月25日 - 2013年1月3日、シアタークリエ）
- 教授 ～流行歌の時代を、独自の価値観で生きた歌好きの免疫学教授、そして、観念的な恋愛に己を捧げた助手～（2013年2月7日 - 24日、Bunkamuraシアターコクーン/2月27日、サンケイホールブリーゼ/3月3日、名鉄ホール/3月5日、金沢歌劇座） - ナイトウヒロカズ 役
- ミュージカル『黒執事』 - ドルイット子爵 役
  - 黒執事-The Most Beautiful DEATH in The World-千の魂と堕ちた死神（2013年5月17日 - 26日、赤坂ACTシアター/6月8日 - 9日、梅田芸術劇場・メインホール）
  - 黒執事 地に燃えるリコリス 2014（2014年9月5日 - 23日、Zeppブルーシアター六本木 / 10月2日 - 5日、梅田芸術劇場シアター・ドラマシティ）
  - 黒執事 地に燃えるリコリス 2015（2015年11月7日 - 10日、梅田芸術劇場・メインホール/11月14日 - 15日、名取市文化会館大ホール/11月21日 - 29日、赤坂ACTシアター/12月4日 - 6日、キャナルシティ劇場）
  - 黒執事 地に燃えるリコリス 2015 海外公演（2015年12月11日 - 13日、上海：芸海劇院/12月18日 - 20日、北京:展覧館劇場/12月25日 - 27日 深圳：保利劇院）
  - 黒執事 Tango on the Campania（2017年12月31日 - 2018年1月14日、赤坂ACTシアター/1月19日 - 22日、神戸国際会館こくさいホール/1月26日 - 28日、江南市民文化会館/2月3日 - 4日、本多の森ホール/2月10日 - 12日、久留米シティプラザ ザ・グランドホール）
- ONE-HEART MUSICAL FESTIVAL 2013夏（2013年7月12日 - 18日、シアタークリエ）
- 激動－GEKIDO－（2013年8月23日 - 9月2日、新国立劇場・中劇場） - カンジュルジャブ／死神 役
- ぶっせん（2013年11月6日 - 17日、赤坂ACTシアター/12月6日、梅田芸術劇場・メインホール） - 貞奉 役
- Reading Live Theater『こゝろ』（2013年12月22日 - 23日、全労済ホール スペース・ゼロ） - わたし/K 役
- マホロバ（2014年7月17日 - 27日、シアタークリエ/8月2日 - 3日、名鉄ホール/8月9日 - 10日、サンケイホールブリーゼ） - ミズハ 役
- ロックミュージカル『SONG OF SOULS-慶長幻魔戦記-』（2014年11月7日 - 16日、KAAT神奈川芸術劇場/11月23日 - 24日、梅田芸術劇場シアター・ドラマシティ） - 風魔 役
- 超歌劇（ウルトラミュージカル）『幕末Rock』 - 沖田総司 役
  - 超歌劇『幕末Rock』（2014年12月24日 - 29日、天王洲 銀河劇場）
  - 超★超歌劇『幕末Rock』（2015年8月8日 - 9日、梅田芸術劇場シアター・ドラマシティ/8月13日 - 16日、Zeppブルーシアター六本木）
  - 超歌劇『幕末Rock 黒船来航』（2016年8月20日 - 21日、京都劇場/9月4日 - 9日、EXシアター六本木）
  - 超歌劇『幕末Rock 絶叫！熱狂！雷舞（クライマックスライブ）』（2017年11月24日 - 26日、大阪メルパルクホール /11月29日 - 12月3日、AiiA 2.5 theater Tokyo）
- ミュージカル『薄桜鬼』
  - 薄桜鬼～黎明録～（2015年5月18日 - 31日、AiiA 2.5 theater Tokyo / 6月10日 - 14日、京都劇場） - 土方歳三 役
  - 薄桜鬼～原田左之助篇～（2017年4月14日 - 16日、梅田芸術劇場シアター・ドラマシティ / 4月26日 - 30日、AiiA 2.5 theater Tokyo） - 風間千景役 役
  - HAKU-MYU LIVE 3（2022年11月11日 - 13日、Zepp DiverCity） - 風間千景 役（東京公演のみ出演）[8][9]
  - ミュージカル『薄桜鬼 真改』山南敬助 篇（2023年4月6日 - 13日、シアター1010 / 2023年4月22日 - 23日、サンケイホールブリーゼ） - 風間千景 役
  - ミュージカル『薄桜鬼 真改』土方歳三篇（2024年4月13日・14日、AiiA 2.5 Theater Kobe / 4月19日 - 29日、天王洲 銀河劇場） - 風間千景 役[10]
  - ミュージカル『薄桜鬼 真改』藤堂平助 篇（2025年6月20日 - 29日、天王洲 銀河劇場）[11] - 風間千景 役
  - ミュージカル『薄桜鬼』HAKU-MYU LIVE 4（2025年12月19日 - 21日、Zepp DiverCity TOKYO / 12月27日 - 28日、Zepp Osaka Bayside） - 風間千景 役[12]
- GOKÛ （2016年2月16日 - 28日、AiiA 2.5 theater Tokyo） - 紅孩児 役
- 舞台『刀剣乱舞』 - 宗三左文字 役
  - 刀剣乱舞～虚伝 燃ゆる本能寺～（2016年5月3日 - 14日、シアター1010/5月17日 - 20日、大阪メルパルクホール）
  - 刀剣乱舞～虚伝 燃ゆる本能寺・再演～（2016年12月15日 - 30日、天王洲 銀河劇場/2017年1月7日 - 8日、アルモニーサンク北九州ソレイユホール/1月12日 - 17日、大阪メルパルクホール）
  - 刀剣乱舞～天伝 蒼空の兵～（2021年1月10日 - 3月28日、IHIステージアラウンド東京）
  - 舞台『刀剣乱舞』七周年感謝祭 -夢語刀宴會-（2023年8月4日 - 6日、幕張メッセ 幕張イベントホール）[13]
- 舞台『東京喰種トーキョーグール』 ～或いは、超越的美食学をめぐる瞑想録～（2017年6月29日 - 7月4日、シアター1010/7月8日 - 9日、梅田芸術劇場シアター・ドラマシティ3） - 月山習 役
- B-PROJECT on STAGE 『OVER the WAVE!』 - 北門倫毘沙 役
  - OVER the WAVE! -THEATER-（2017年7月28日 - 8月6日、天王洲 銀河劇場）
  - OVER the WAVE! -LIVE-（2017年8月16日 - 17日、Zepp DiverCity）
- 舞台『K』 - 御芍神紫 役
  - K -MISSING KINGS- （2017年10月19日 - 22日、 京都劇場/10月27日 - 29日、 天王洲 銀河劇場）
  - K -RETURN OF KINGS-（2019年3月1日 - 10日、天王洲 銀河劇場/3月15日 - 17日、メルパルク大阪）[14]
- ミュージカル『陰陽師』～平安絵巻～（2018年3月9日 - 18日、日本青年館ホール / 3月30日 - 4月1日、深圳保利劇院 / 4月7日 - 18日 、虹橋芸術センター / 4月20日 - 22日、北京展望館劇場） - 黒清明 役
- 血界戦線（2019年11月2日 - 10日、天王洲 銀河劇場 / 11月14日 - 17日、梅田芸術劇場シアター・ドラマシティ） - Dr.ガミモヅ 役
- PERSONA5 the Stage - 明智吾郎 役
  - PERSONA5 the Stage（2019年12月13日 - 15日、メルパルクホール / 12月19日 - 29日、天王洲 銀河劇場）
  - PERSONA5 the Stage #2（2020年10月1日 - 4日、KT Zepp Yokohama / 10月17日 - 18日、サンケイホールブリーゼ）
  - PERSONA5 the Stage #3（2021年12月10日 - 12日、メルパルクホール大阪 / 12月16日 - 19日、KT Zepp Yokohama）
  - PERSONA5 the Stage #4 FINAL（2022年10月20日 - 23日、KT Zepp Yokohama）[15]
- 舞台『鬼滅の刃』 - 鬼舞辻無惨 役
  - 舞台『鬼滅の刃』（2020年1月18日 - 26日、天王洲 銀河劇場 / 1月31日 - 2月2日、AiiA 2.5 Theater Kobe）
  - 其ノ弐 絆（2021年8月7日 - 15日、天王洲 銀河劇場 / 8月20日 - 22日、梅田芸術劇場・メインホール / 8月27日 - 31日、TACHIKAWA STAGE GARDEN）
  - 其ノ参 無限夢列車（2022年） - ※映像出演[16]
  - 其ノ肆 遊郭潜入（2023年11月12日 - 19日、メルパルクホール / 12月1日 - 10日、TOKYO DOME CITY HALL）[17]
  - 其ノ伍 襲撃 刀鍛冶の里（2025年4月11日 - 20日、天王洲 銀河劇場 / 4月25日 - 27日、AiiA 2.5 Theater Kobe）[18][19]
- 舞台『機動戦士ガンダム00 -破壊による覚醒-Re:(in)nobvation』（2022年2月7日 - 14日、新国立劇場・中劇場） - ミスター・ブシドー 役
- 演戯『ヴィジュアルプリズン』ー月世饗宴ー（2022年4月8日 - 17日、天王洲 銀河劇場） - ギルティア・ブリオン 役[20]
- 舞台『文豪ストレイドッグス STORM BRINGER』（2022年6月24日 - 27日、日本青年館ホール / 7月2日・3日、東大阪市文化創造館 Dream House 大ホール） - ポール・ヴェルレエヌ 役[21][22]
- ミュージカル『ウインドボーイズ！』（2022年12月22日 - 27日、シアター1010） - 花城芹弥 役[23]
- 「マッシュル-MASHLE-」THE STAGE　- レイン・エイムズ 役[24]
  - 「マッシュル-MASHLE-」THE STAGE（2023年7月4日 - 11日、東京国際フォーラム ホールC / 7月15日 - 17日、AiiA 2.5 Theater Kobe）
  - 「マッシュル-MASHLE-」THE STAGE 2.5（2024年8月2日 - 12日、天王洲 銀河劇場 / 8月17日 - 19日、AiiA 2.5 Theater Kobe）[25][26]
- 舞台『地獄楽-終の章-』（2024年2月15日 - 18日、シアター1010 / 2月23日 - 25日、COOL JAPAN PARK OSAKA TTホール） - 天仙 役[27]
- Homecoming Party『START』（2024年3月23日、品川プリンスホテル クラブeX）[28]
- 舞台『鴨乃橋ロンの禁断推理』（2024年11月1日 - 4日、日本青年館ホール / 11月9日・10日、サンケイホールブリーゼ） - マイロ・モリアーティ 役[29]
- ミュージカル『Fate/Zero』～The Sword of Promised Victory～（2025年1月18日 - 26日、THEATER MILANO-Za / 1月31日 - 2月2日、SkyシアターMBS） - 雨生龍之介 役[30]
- ミュージカル『PandoraHearts』（2025年11月7日 - 16日〈予定〉、シアターH） - ヴィンセント＝ナイトレイ 役[31]

### LIVE
- SASAKI YOSHIHIDE LIVE（2011年8月5日、大阪MUSE/8月7日、日本橋三井ホール）
- Challenge The Vocalism（2012年2月18日、新宿BLAZE）
- H museum（2013年3月23日、新宿BLAZE）
- No LOVE! No LIVE!!（2014年5月23日、原宿アストロホール）
- 5th Anniversary Live vol.1（2016年4月3日、日本橋三井ホール）
- 5th Anniversary Live vol.2（2017年2月11日、赤坂BLITZ）
- 10th Anniversary Project Final Live（2021年10月4日、harevutai）
- Yoshihide Sasaki Live 2022 “Happy Birthday“ （2022年9月18日、harevutai）
- Yoshihide Sasaki 20th Anniversary Live ～The Stage Actor～（2023年2月25日、harevutai）
- 2.5次元男子。LIVE2023 ～僕たちのHot Summer～（2023年6月14日、LINE CUBE SHIBUYA）[32]
- Yoshihide Sasaki Birthday Live 2023 (2023年9月18日、harevutai)
- 2.5BOX LIVE (2023年9月28日、 I'MA SHOW)
- Yoshihide Sasaki Birthday Live 2024　(2024年10月14日、harevutai)
- 2.5次元男子。LIVE 2025～推しメンCLUBへようこそ～（2025年7月11日〈予定〉、LINE CUBE SHIBUYA）[33]

### 写真集
- MEN'S Photo book 「Crossroad」（2009年4月15日発売）
- 「DO」（2010年3月20日発売）

### CM
- 日本生命相互株式会社「新・生きるチカラSKYプラン」（2003年）
- 全国家庭教師連盟（2004年）
- 東進予備校（ポスター、2005年）

### カレンダー
- 佐々木喜英シーズンカレンダー2011-2012

### インターネット
- mmmm☆エクスタシー（2011年7月24日 - 、ニコニコ生放送）

## ディスコグラフィー

### シングル
| 枚  | 発売日         | タイトル           | 規格品番   | 規格品番 | オリコン最高位 |
| 枚  | 発売日         | タイトル           | 初回限定盤 | 通常盤   | オリコン最高位 |
| --- | -------------- | ------------------ | ---------- | -------- | -------------- |
| 1st | 2011年10月23日 | H1                 |            |          |                |
| 2nd | 2011年12月9日  | H2                 |            |          |                |
| 3rd | 2013年4月23日  | いつも隣にいる君へ |            |          |                |
| 4th | 2022年10月4日  | Happy Birthday     |            |          |                |

### ミニアルバム
| 枚  | 発売日         | タイトル     | 規格品番   | 規格品番 | オリコン最高位 |
| 枚  | 発売日         | タイトル     | 初回限定盤 | 通常盤   | オリコン最高位 |
| --- | -------------- | ------------ | ---------- | -------- | -------------- |
| 1st | 2010年11月24日 | SPARK        |            |          |                |
| 2nd | 2012年3月14日  | NeΦ Vocalism |            |          |                |
| 3rd | 2013年4月23日  | H LIFE       |            |          |                |

### ベストアルバム
| 枚  | 発売日       | タイトル                           | 規格品番   | 規格品番 | オリコン最高位 |
| 枚  | 発売日       | タイトル                           | 初回限定盤 | 通常盤   | オリコン最高位 |
| --- | ------------ | ---------------------------------- | ---------- | -------- | -------------- |
| 1st | 2016年3月2日 | HIDE out ～SUN～ HIDE out ～MOON～ |            |          |                |

### アルバム
| 枚  | 発売日       | タイトル  | 規格品番   | 規格品番 | オリコン最高位 |
| 枚  | 発売日       | タイトル  | 初回限定盤 | 通常盤   | オリコン最高位 |
| --- | ------------ | --------- | ---------- | -------- | -------------- |
| 1st | 2021年9月8日 | EMOTION   |            |          |                |
| 2nd | 2021年9月8日 | DIMENSION |            |          |                |

### DVD
- MEN'S DVD 「JOURNEY」（2009年3月18日発売）
- DO the movie（2010年5月発売）
- 君へのメロディー メイキング シュンの鼓動 Beat of 佐々木喜英（2010年10月発売）
- 石の降る丘（2011年3月1日発売）
- 僕たちの地球ロードinオーストラリア（2011年5月発売）
- ギャングスタ（2011年6月15日発売）
- ガクドリ（2011年8月5日発売）
- 幕末奇譚 SHINSEN5 ～剣豪降臨～（2012年）
- 俺たちのスタイル メイキング オブ BRIGHT AUDITION （2014年1月24日発売）
- BRIGHT AUDITION （2014年6月18日発売）
- SONG OF SOULS -慶長幻魔戦記- （2015年3月発売）
- 年初め！！センスアップ祭2016 （2017年1月25日発売）